# Anna goncalvesi
Anna goncalvesi is een soort in de klasse van de Gastropoda (Slakken).
Het dier komt uit het geslacht Anna en behoort tot de familie Buccinidae. Anna goncalvesi werd in 2005 beschreven door Coltro.